# Mantelgesteente

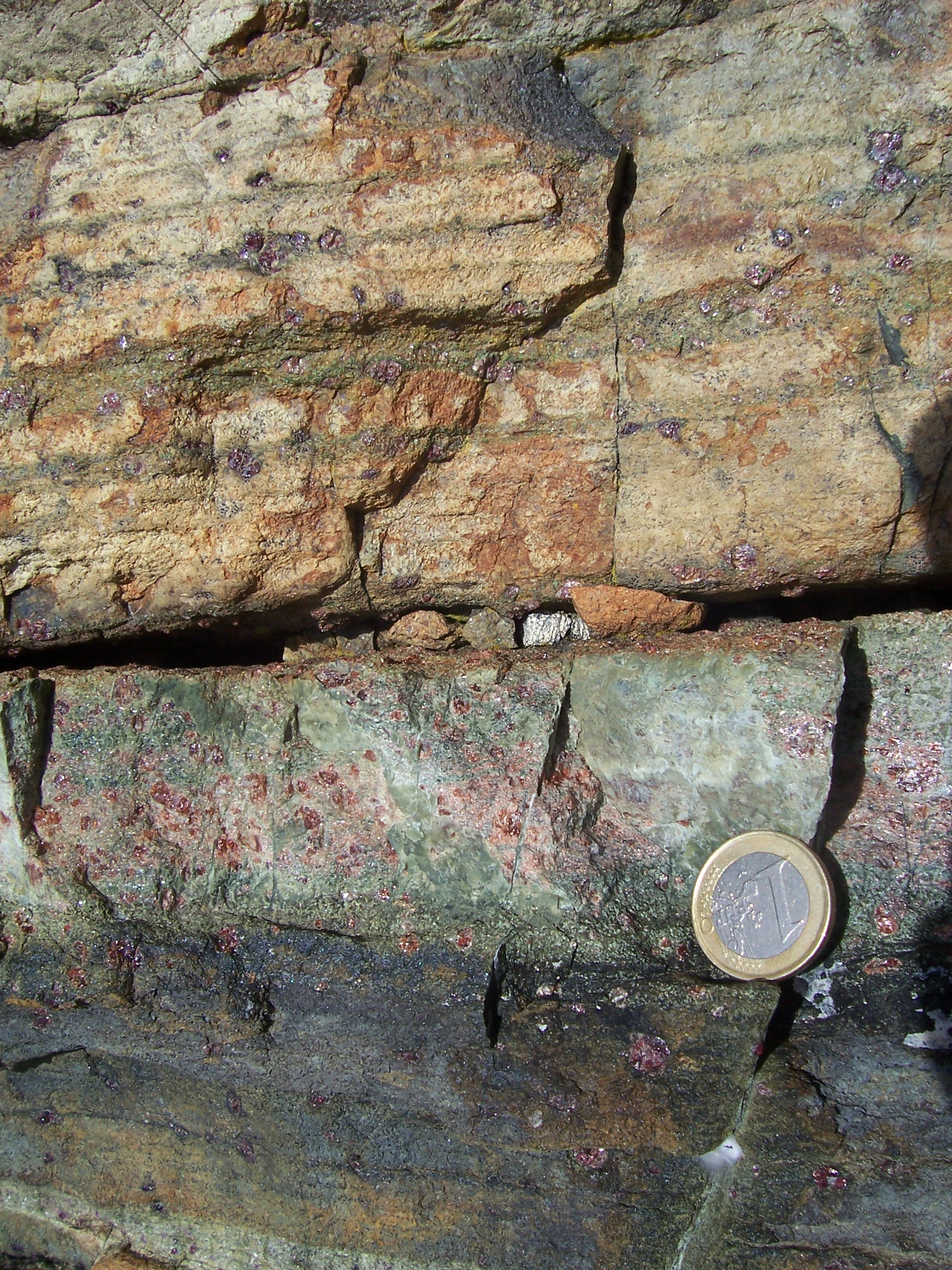
Compositionaire banden aan de rand van een paar km grote peridotitische lens. Van boven naar onder: mokkakleurig verweerde granaatperidotiet, een helgroene pyroxenietband (vnl. clinopyroxeen, 5 cm dik) en ten slotte donkere olijfbruine pyroxeniet (zowel ortho- als clinopyroxeen). Dit soort banden ontstaan door partieel smelten en differentiatie van de smelt.

Met mantelgesteente wordt in de geologie gesteente bedoeld dat afkomstig is uit de aardmantel. De mantel is ultramafisch van chemische samenstelling en heeft daardoor een hoge dichtheid.
Mantelgesteente zal niet makkelijk naar het oppervlak komen en daarom komt het relatief weinig voor. Als het voorkomt is dat meestal in tektonische lenzen van niet meer dan enkele tientallen meters groot, of als xenolieten in stollingsgesteenten. Een zeer uitzonderlijk voorbeeld zijn de 100 km² metende Tablelands in Oost-Canada.
Het meest voorkomende mantelgesteente is peridotiet. Voorbeelden hiervan zijn lherzoliet, harzburgiet, websteriet en duniet. De meest voorkomende mineralen in deze gesteenten zijn olivijn en meestal pyroxeen en amfibool.
Zeer ondiep mantelgesteente (minder dan 20 km diep) kan plagioklaas bevatten. Van 20 tot 80 km komt spinel voor, dieper gaat dit over naar het meer stabiele granaat.